# Itzaea
Itzaea, monotipski rod slakovki smješten u tribus Cresseae, dio potporodice  Convolvuloideae. Jedina vrsta je grmovita penjačica ili lijana iz južnog Meksika i Srednje Amerike (Gvatemala; Belize; Honduras; Nikaragva; Kostarika). 
Rod je opisan u Publications of the Field Museum of Natural History, Botanical Series 23(2): 83. 1944.

## Sinonimi
- Bonamia brevipedicellata Myint & D.B.Ward; Phytologia 17: 188 (1968)
- Lysiostyles sericea Standl.; Publ. Field Mus. Nat. Hist., Chicago, Bot. Ser. 8: 322 (1931); bazionim